# گنانلوحسن سلطان‌لو (خداآفرین)
گنانلو حسن سلطان‌لو یکی از روستاهای استان آذربایجان شرقی است که در دهستان کیوان بخش مرکزی شهرستان خداآفرین واقع شده‌است.
جمعیت این روستا بر اساس سرشماری سال ۱۳۹۵ برابر با ۵۰ نفر است.
در داخل این روستا یک مدرسه ابتدایی نیز وجود دارد و فاصله این روستا تا شهر خمارلو ۲ کیلومتر می‌باشد.